# Fritz Mussehl

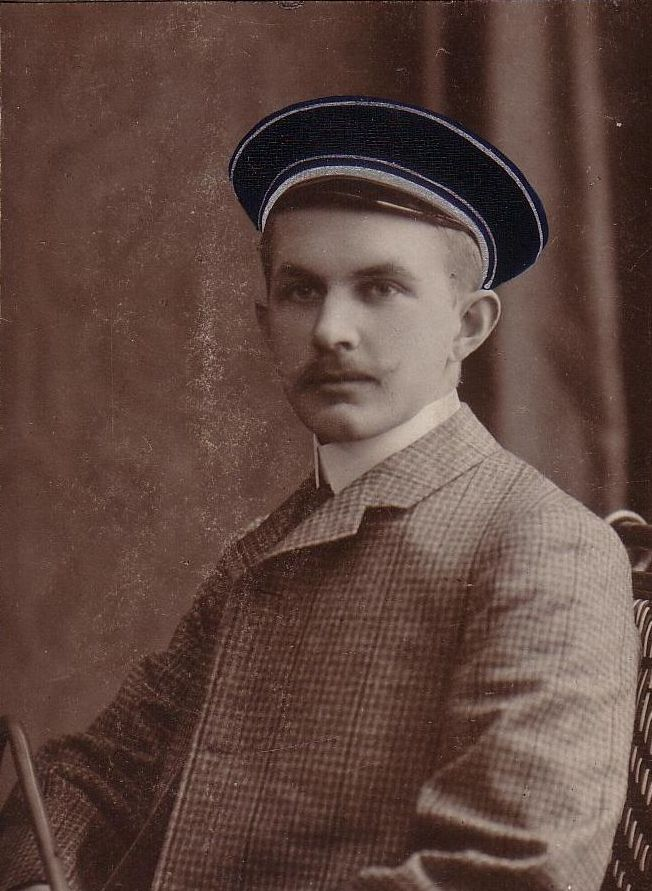
Fritz Mussehl (1907)

Fritz Mussehl (* 4. März 1885 in Wendisch-Buchholz; † 15. April 1965 in Berlin-Wannsee) war ein deutscher Verwaltungsjurist, Reichskommissar und Ministerialbeamter. In der Zeit des Nationalsozialismus war er Vizepräsident des Reichsrechnungshofes.

## Leben
Mussehl wuchs auf in Tempelhof bei Berlin, wo sein Vater Bürgermeister war (Mussehlstraße). Nach dem Abitur am Königlichen Wilhelms-Gymnasium (Berlin) begann er an der Universität Jena Rechtswissenschaft zu studieren. Er war Fuchs beim Corps Thuringia Jena. Er wechselte an die Friedrich-Wilhelms-Universität zu Berlin und wurde 1905 im Corps Normannia Berlin recipiert. 1922 unterstützte er mit anderen Berliner Corpsstudenten die Rekonstitution des Corps Frankonia Prag, das ihm 1929 das Band verlieh.
1907 wurde er Gerichtsreferendar, 1912 Gerichtsassessor. 1914 war er bei der Preußischen Ansiedlungskommission in Posen beschäftigt. Seit 1917 Regierungsassessor, wurde er 1919 in das Preußische Ministerium für Landwirtschaft, Domänen und Forsten berufen. 1920 wurde er Regierungsrat und stellvertretender Vorsitzender des Landesschätzamtes. 1921 zum Ministerialrat befördert, wurde er stellvertretendes Mitglied des Reichsrats. 1930 wurde er Kommissar für Osthilfe in Königsberg, kehrte aber schon 1931 als Ministerialdirektor ins Ministerium zurück. Beim Preußenschlag wurde er im Juli 1932 durch das Kabinett Papen als Kommissar für das preußische Landwirtschaftsministerium eingesetzt. Im Oktober desselben Jahres wurde er zum Staatssekretär im Reichsernährungsministerium ernannt. Sein vorgesetzter Minister, Magnus Freiherr von Braun, übernahm in Personalunion auch die Leitung des Preußischen Landwirtschaftsministeriums. Als die Nationalsozialisten im Januar 1933 an die Macht kamen und Alfred Hugenberg das Agrarressort übernahm, musste Mussehl seinen Posten an den pommerschen Landbundfunktionär Hansjoachim von Rohr abtreten. Er wechselte als Staatsfinanzrat an die Preußische Oberrechnungskammer und wurde 1934 zum Vizepräsidenten des Reichsrechnungshofs des Deutschen Reiches ernannt. 1942 war er Mitglied in der Unruh-Kommission. Am 1. August 1944 wurde ihm das Ritterkreuz vom Kriegsverdienstkreuz (1939) mit Schwertern verliehen.
Vom 13. Mai 1945 bis zum 12. Juli 1954 war er in der Sowjetischen Besatzungszone und in der Deutschen Demokratischen Republik inhaftiert, unter anderem im Speziallager Nr. 2 Buchenwald und im Zuchthaus Waldheim. 1960–1962 war er Zwingherr der Gesetzlosen Gesellschaft zu Berlin. Er war Ehrenmitglied des Corps Normannia Berlin und des Corps Frankonia Prag (1956). Mit 80 Jahren gestorben, wurde er auf dem Tempelhofer Parkfriedhof beerdigt.

## Siehe auch

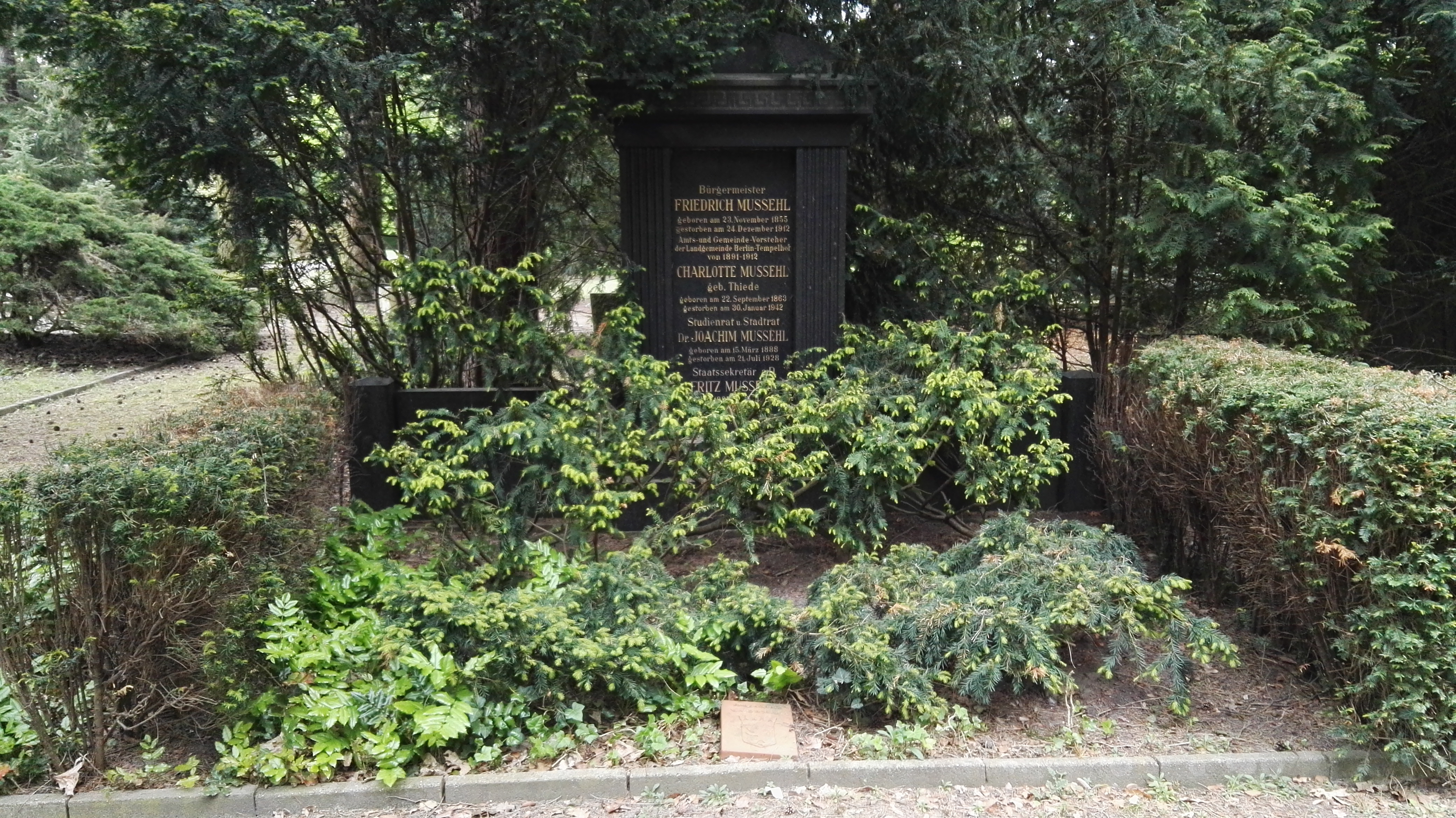
Grabstätte